# Сафин, Тимур Марселевич
Тимур Марселевич Сафин (тат. Тимур Марсель улы Сафин; род. 4 августа 1992 года) — российский фехтовальщик на рапирах, трёхкратный чемпион Европы, призёр чемпионатов мира, Европы и Европейских игр. Олимпийский чемпион в командных соревнованиях в рапире (2016), бронзовый призёр Игр XXXI Олимпиады в личных соревнованиях в рапире, серебряный призёр XXXII летних Олимпийских игр в командных соревнованиях в рапире, заслуженный мастер спорта России.

## Биография
Родился в 1992 году в Ташкенте в татарской семье, переехал в Россию. Фехтованием занимается с 2001 года. Член юношеской (2008), национальной (2012) сборной команды России по фехтованию. Мастер спорта России (2007), мастер спорта России международного класса (2012) по фехтованию.
Воспитанник СДЮСШОР № 19 (первый тренер — Ф. Я. Арсланов, В. В. Нагимов); республиканской школы-интерната спортивного профиля № 5 (тренеры — Л. Р. Грушина, Р. Р. Насибуллин, И.Я. Мамедов).
В 2014 году закончил Башкирский институт физической культуры.
Выступал за клуб СДЮСШОР № 19, город Уфа, затем — в команде ЦСКА. Имеет воинское звание капитан.

### Спортивные результаты
Лучшие результаты в карьере
ОИ 2016 — 1 м. (ком.)
ЧЕ 2016, 2018 — 1 м. (ком.)
ПМ 2012 среди юниоров — 1 м. (личн.), 2 м. (ком.)
ПЕ 2012 среди юниоров — 2 м. (ком.)
ЧЕ 2013 U23 — 1 м. (личн. и ком.)
КР 2010 — 1 м. (ком.)
ЧР 2014 — 1 м. (личн.), 2 м. (ком.)
этап КМ 2014 (Ла-Корунья) — 1 м. (ком.)
этапы КМ 2014 (Сеул и Гавана) — 2 м. (ком.)
Челлендж Ревеню (Мелун, Франция) — 1 м. (личн.)
В личном зачёте
Бронзовый призёр первенства России (2006) среди юношей;
победитель первенства мира (2012);
победитель (2012), бронзовый (2010; 2011 г) призёр первенства России среди юниоров;
бронзовый призёр первенства Европы (2011) среди молодёжи;
бронзовый призёр чемпионата России (2011) среди мужчин.
В командном зачёте
Победитель первенства России (2009) среди юношей;
серебряный призёр первенства мира и Европы (2012);
победитель (2010; 2012 г), бронзовый (2009; 2011 г) призёр первенства России среди юниоров;
серебряный призёр первенства Европы (2011),
победитель (2011), серебряный (2010) призёр первенства РФ среди молодёжи;
победитель (2010), серебряный призёр (2012) Кубка России;
серебряный призёр чемпионата России (2012) среди мужчин.

## Награды
- Орден Дружбы (25 августа 2016 года) — за высокие спортивные достижения на Играх XXXI Олимпиады 2016 года в городе Рио-де-Жанейро (Бразилия), проявленные волю к победе и целеустремленность[6].
- Медаль ордена «За заслуги перед Отечеством» I степени (11 августа 2021 года) — за большой вклад в развитие отечественного спорта, высокие спортивные достижения, волю к победе, стойкость и целеустремленность, проявленные на Играх XXXII Олимпиады 2020 года в городе Токио (Япония)[7].